# Жулі Карра-Коллен
Жулі Карра-Коллен (фр. Julie Carraz-Collin, 25 серпня 1980) — французька біатлоністка, шестиразова призерка етапів кубка світу з біатлону. У 2010 році завершила свою біатлонну кар'єру.

## Кар'єра в Кубку світу
- Дебют в кубку світу — 5 грудня 2002 року в спринті в Естерсунді — 35 місце.
- Перше попадання в залікову зону — 17 січня 2007 року в спринті в Поклюці — 28 місце.
- Найкращий особистий результат — 17 грудня 2009 року в індивідуальній гонці в Поклюці — 11 місце.

За свою кар'єру Жулі 6 разів підіймалася на подіум етапів кубка світу і всі шість разів у складі естафетних збірних Франції. Сезон 2009—2010 років став найкращим в кар'єрі спортсменки, в цьому сезоні вона показала свій найкращий особистий результат та за підсумками сезоу увійшла до ТОР-40 найкращих баітлоністок.

## Загальний залік в Кубку світу
- 2003—2004 — 75-е місце (3 очки)
- 2006—2007 — 72-е місце (11 очок)
- 2007—2008 — 59-е місце (19 очок)
- 2008—2009 — 65-е місце (81 очко)
- 2009—2010 — 39-е місце (179 очок)

## Статистика стрільби
| № п/п | Сезон     | Загальна        | Індивідуальна гонка | Спринт        | Гонка переслідування | Мас-старт   | Естафета      |
| ----- | --------- | --------------- | ------------------- | ------------- | -------------------- | ----------- | ------------- |
| 1     | 2005-2006 | 73,3% (44/60)   | 80% (12/20)         | 70% (14/20)   | 70% (14/20)          | 0% (0/0)    | 0% (0/0)      |
| 2     | 2006-2007 | 86,4% (95/110)  | 99,9% (20/20)       | 93,3% (28/30) | 78,3% (47/60)        | 0% (0/0)    | 0% (0/0)      |
| 3     | 2007-2008 | 78,6% (195/252) | 87,5% (35/40)       | 75% (60/80)   | 77,5% (93/120)       | 0% (0/0)    | 83,3% (10/12) |
| 4     | 2008-2009 | 85% (181/213)   | 85% (51/60)         | 84,3% (59/70) | 85% (51/60)          | 0% (0/0)    | 87% (20/23)   |
| 5     | 2009-2010 | 80,1% (201/251) | 86,7% (52/60)       | 81,3% (65/80) | 75% (60/80)          | 70% (14/20) | 90,9% (10/11) |

## Статистика[2]
У таблиці наведено статистику виступів біатлоніста в Кубку світу.
- Місця 1–3: кількість подіумів
- Чільна 10: кількість фінішів у першій десятці
- В очках: кількість виступів, на яких біатлоніст здобував очки
- Старти: кількість стартів
- Естафета: включно зі змішаною

| Місця                              | Індивід. | Спринт | Персьют | Мас-старт | Естафета | Разом |
| ---------------------------------- | -------- | ------ | ------- | --------- | -------- | ----- |
| 1                                  |          |        |         |           |          |       |
| 2                                  |          |        |         |           | 2        | 2     |
| 3                                  |          |        |         |           | 4        | 4     |
| Чільна 10                          |          |        |         |           | 11       | 11    |
| В очках                            | 6        | 14     | 8       | 1         | 12       | 41    |
| Стартів                            | 14       | 10     | 10      | 1         | 12       | 47    |
| Станом на: кінець сезону 2009/2010 |          |        |         |           |          |       |

## Виноски
1. ↑  В дужках наведена кількість влучних пострілів та загальна кількість пострілів. В статистиці стрільби рахуються постріли, які здійснив біатлоніст на етапах кубка світу та чемпіонаті світу
2. ↑  В таблиці подана статистика виступів спортсмена на етапах кубка світу, Чемпіонатах світу та Олімпійських іграх.